# René-Josué Valin
Pour les articles homonymes, voir Valin.
René-Josué Valin (La Rochelle, 10 juin 1695 - Lauzières, 23 août 1765) est un juriste français, spécialisé en droit maritime, connu pour son commentaire de la Grande ordonnance de la Marine (1681) qui fait autorité dans l'Europe entière.

## Biographie
Originaire d'une famille flamande, du nom de Van Lendt, émigrée dans l'île de Ré, le jeune René-Josué Valin est le fils de Josué Valin, avocat à La Rochelle, avocat du roi au siège royal de Rochefort, puis juge et bailli de la principauté de Soubise, et de Geneviève Ligonnière.

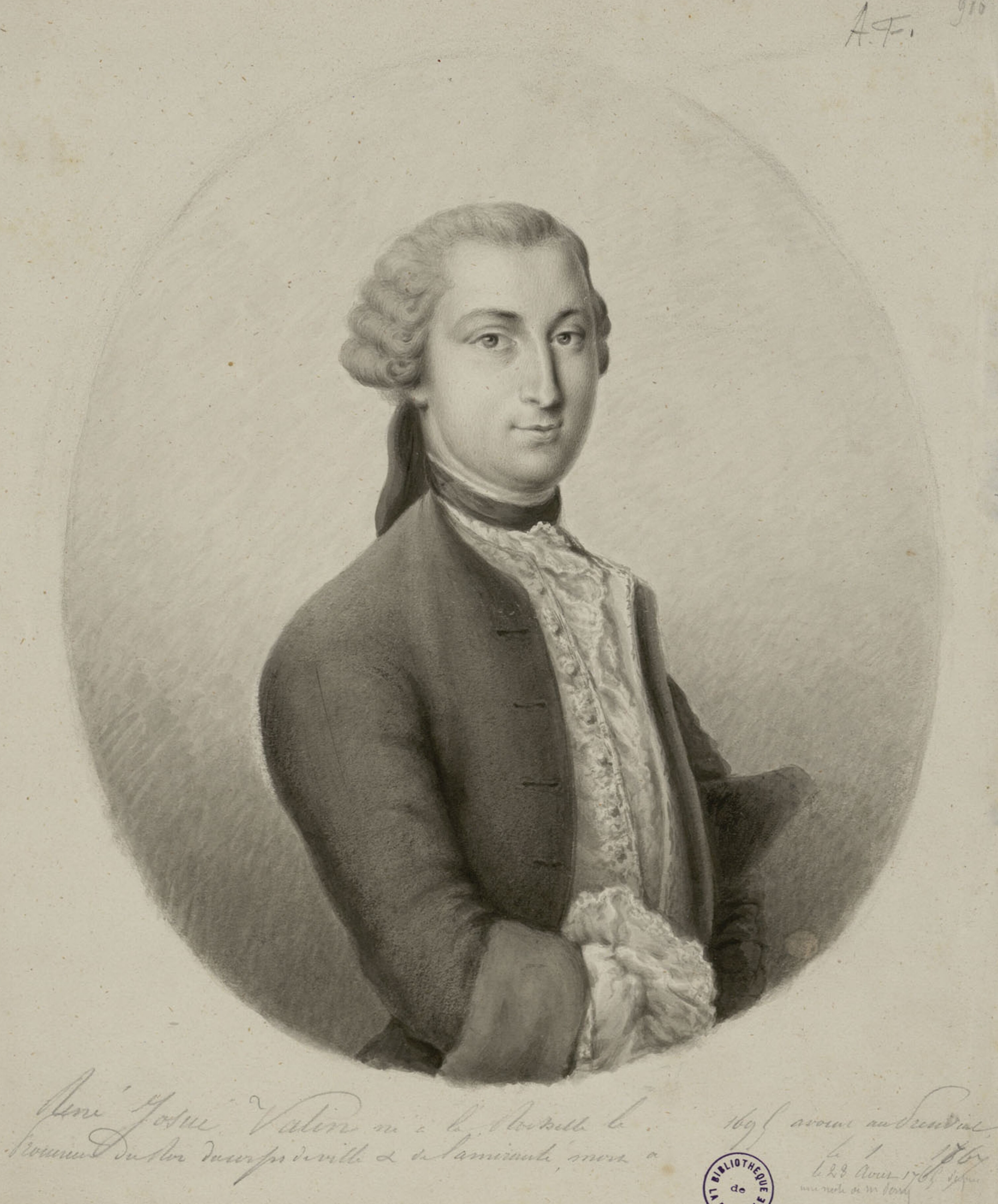
René-Josué Valin.

Il étudie chez les Jésuites à Poitiers et obtient un diplôme en droit canon. Devenu avocat au présidial de La Rochelle dès 1715, il est procureur-syndic de la ville de La Rochelle en 1733 puis procureur du roi au siège de l'Amirauté de La Rochelle en 1745. 
Auteur de nombreux commentaires de jurisprudence, il écrit notamment trois importants traités : Nouveau commentaire sur la coutume de la Rochelle et du Pays d'Aunis (1756), Nouveau commentaire sur l'ordonnance de la marine (1760) et Traité des prises qui se font sur mer (1763). 
Le deuxième livre, Nouveau commentaire sur l'ordonnance de la marine, fruit d'une collaboration avec Balthazard-Marie Émérigon, est considéré comme le plus important parmi les œuvres de Valin. Il consiste en un commentaire de l'ordonnance de Louis XIV sur la marine. Le texte incorpore de nombreuses décisions de justice, règlements et ordonnances.
La grande ordonnance de la marine, inspirée des coutumes et statuts des Provinces-Unies (Amsterdam et Anvers), elle a été établie sous l'égide de Jean-Baptiste Colbert, Secrétaire d'État de la Marine.
René-Josué Valin est successivement vice-président (1732), président (1753) puis secrétaire perpétuel (1763) de l'Académie des belles-lettres, sciences et arts de La Rochelle en 1753.
Son ouvrage principal, Le Nouveau Valin (1809), fait référence à son commentaire sur l'Ordonnance de la Marine de 1681 par Pierre Sanfourche-Laporte revu et approuvé par Pierre Boucher,,.

## Hommages
Le quai Valin, sur le Vieux-Port de La Rochelle, porte son nom (v. Phare du quai Valin).
Ouvert en 1974, un lycée à La Rochelle a pris le nom de René-Josué Valin

## Œuvres

Nouveau commentaire sur ordonnance de la marine, 1760

- Commentaire sur l'ordonnance de la marine du mois d'août 1681[5]
- Traité des prises, ou Principes de la jurisprudence françoise concernant les prises qui se font sur mer, relativement aux dispositions tant de la marine du mois d'août 1681... avec une notice de la procédure qui doit être observée à cet égard, par l'auteur du Nouveau commentaire sur cette même ordonnance de la marine ...[6]
- Nouveau commentaire sur la coutume de La Rochelle et du pays d'Aunis... où l'on a discuté... plusieurs questions importantes relatives au droit coutumier... et le dernier état de la jurisprudence...[7]